# Esko (vervoerssysteem)
Esko is de naam van diverse vervoerssystemen van voorstadsspoorwegen in Tsjechië. Het treinvervoer is afgestemd op het stads- en streekvervoer (visgraatmodel) en is opgezet naar analogie van de Duitse S-Bahn. Esko wordt geëxploiteerd door České dráhy, met uitzondering van twee lijnen van Esko Praha: lijn S34 wordt geëxploiteerd door KŽC Doprava en lijn S49 door Arriva vlaky. De Esko-lijnen worden doorgaans aangeduid met de letters S (stoptreinen) en R (sneltreinen).

## Etymologie
In het Tsjechisch is esko de uitspraak van de letter s als losse letter.

## Geschiedenis
In Praag verscheen de aanduiding van lijnen met de letters S voor het eerst op 15 december 2002, maar die aanduiding werd toen nog niet officieel vermeld in de dienstregeling. Dit geschiedde pas vanaf de dienstregeling die inging op 9 december 2007. Een jaar later, op 14 december 2008, werd Esko ook geïntroduceerd in de regio Moravië-Silezië, meer bepaald op lijnen rond Ostrava. Ook daar worden de Esko-lijnen aangeduid met de letters S en R.
Een soortgelijk systeem als Esko wordt sinds dienstregeling 2021–2022 in de regio Zlín gebruikt. Treinen worden aangeduid met de voorvoegsels S (stoptreinen) en Sp (sneltreinen), naast de nationale aanduidingen R en Ex, die sinds 2017 worden gebruikt.
Lijnaanduidingen worden ook gebruikt in de regio Ústí nad Labem. Hier bestaat het netwerk uit 28 S-lijnen (waarvan de lijnen S1 t/m S4 en S20 geëlektrificeerd zijn), 7 R-lijnen, 1 RE-lijn en 1 EC-lijn. De overkoepelende benaming Esko wordt in die regio echter niet gebruikt.

## Netwerken
De volgende netwerken zijn geclassificeerd als Esko (ook als ze in de praktijk niet als dusdanig worden aangemerkt):
- Esko Praha, in Praag en de regio Midden-Bohemen;
- Esko v Moravskoslezském krajio;
- Esko Ústí Nad Labem krajio;
- Esko Liberec krajio;
- Esko Karslbad krajio.